# Municipio Padre Pedro Chien
El municipio Padre Pedro Chien o simplemente Chien, es uno de los 11 municipios del estado Bolívar y contiene 2 de las 37 parroquias del mismo. Su población es de 16 215 habitantes (censo 2011).

## Historia
El municipio Pedro Chien, ubicado en el estado Bolívar, Venezuela, debe su nombre al misionero Pedro Chien (1925-1995), de origen mongol, conocido por su entrega y dedicación a las comunidades de la Sierra de Imataca. Su labor incansable en favor de los pobladores de esta inhóspita región le valió gran aprecio, al punto de que su imagen figura en el cuartel superior derecho del escudo municipal, como símbolo de su legado. 
El municipio fue creado oficialmente el 29 de septiembre de 1995, coincidiendo simbólicamente con el día de San Miguel Arcángel, patrono de su capital, El Palmar. Esta localidad fue fundada el 29 de septiembre de 1746, lo que marca una diferencia de 249 años exactos entre ambas fechas fundacionales.

## Geografía
El municipio Chien se ubica al noreste del estado Bolívar, y éste a la vez se cruza sobre la Sierra de Imataca, al norte del municipio. Todas estas cosas se encuentran en un territorio de 2275 km².

### Hidrografía
El municipio cuenta con un río denominado río Grande, al igual también le llamaron a una laguna cercana en la Sierra de Imataca. El municipio también cuenta con el atractivo turístico de la Represa Puchima.

### Límites
El municipio limita al norte con el estado Delta Amacuro, al sur limita con el municipio Roscio, al este delimita otra vez con el estado Delta Amacuro y al oeste limita con el municipio Piar.

### Parroquias
El municipio está compuesto por una única parroquia:
| Parroquia                   | Superficie | Población   | Densidad     | Capital   |
| --------------------------- | ---------- | ----------- | ------------ | --------- |
| El Palmar                   | 2.275 km²  | 15.488 hab. | 7,0 hab./km² | El Palmar |
| Municipio Padre Pedro Chien | 2.275 km²  | 15.488 hab. | 7,0 hab./km² | El Palmar |

## Población
Debido al bajo crecimiento del municipio, éste sólo tiene 15.000 habitantes, la mayoría en El Palmar, la capital con solo 3.000 habitantes, el resto disperso en toda la geografía del Municipio

## Clima
El clima del municipio Chien es típico de Sabana, (entre 20º a 35º), pero en la Sierra Imataca es un poco menos cálido, es decir un clima relativamente templado (de 20º a 30.º).

## Economía
La economía municipal se basa en el turismo de la Sierra Imataca y la agricultura, el café y la caña de azúcar son las principales ventas, por eso en el escudo municipal, le hacen honores al poner hojas de caña y café a los lados del escudo municipal.

## Símbolos municipales

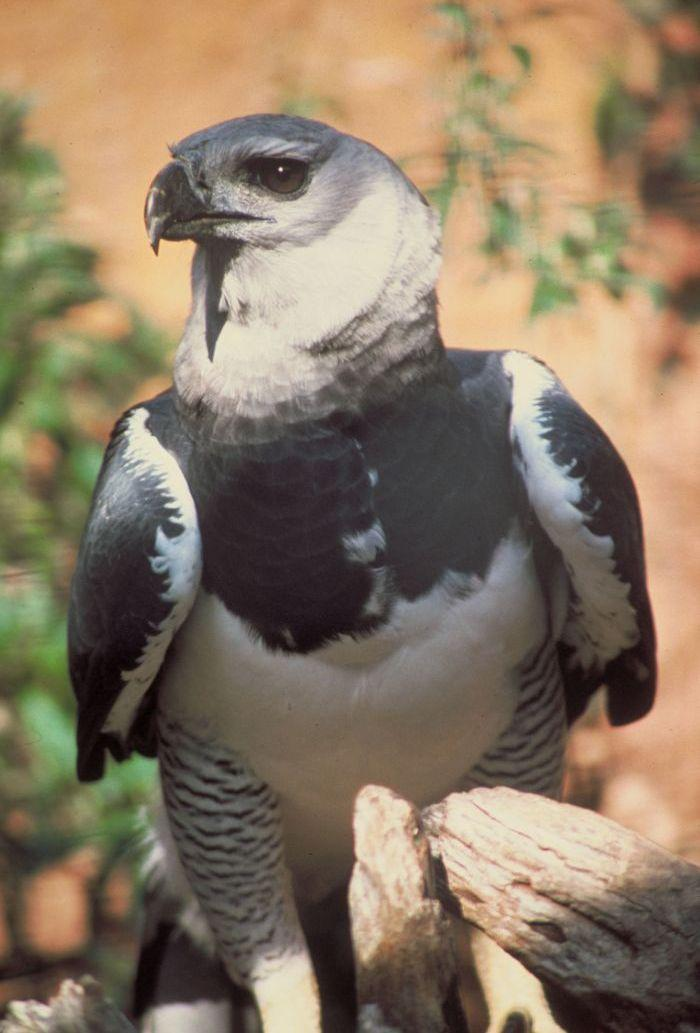
Águila harpía, ave municipal.

La águila harpía, era un símbolo de respeto para los indígenas, y hoy a pesar de que hay menos y esta especie está en peligro de extinción, aún mucha gente la protege y puede vivir más tranquila en la sierra de Imataca, un hogar que también viven otras más de 300 especies de aves, pero la más importante es ésta águila, por ello, en la parte superior del escudo municipal se ve la imagen de ésta águila.

### Himno
Coro
Palmar, de gloriosa estirpe
al amparo de afecto cordial
de tu gente, de labranza pura,
hoy tu tienes por ello, ganado un sitial.
I
Enarbolas tu frente al naciente
con activa y gallarda mirada hacia el mar
fue la senda, que hollaron misiones de fe
de la España, católica espejo
con reverencia y tesón nos legaron
al santo patrono, sublime adorar.
II
¡Cuán es bella, la tierra que habitas,
Palmareño valiente! Tu seno un edén
Imataca percibo tu clima, que bien
son las minas, la siembra, la cría
fuertes pilares, fulgentes riquezas
que el cielo bendiga, tu hermoso vergel.
III
Que los hombres de espíritu excelso
con áureos destellos de gran patriotismo
fue Guayana y forjó la conquista en el sur
del trabajo, con casta bravía
amando el suelo que así os reclama
su historia y presente
¡Glorioso Palmar!

### Otros
- Águila harpía
- Café
- Caña de azúcar
- Sierra de Imataca

### Padre Pedro Chien
Pedro Chien nació en Chien Wen Yuan el 29 de junio del año 1925 en Mongolia. De familia Budista decidió adoptar el Cristianismo y realizó estudios de teología en los Seminarios de Santa María Mayor y Menor de Beijing. En Roma se ordena como sacerdote en el año 1945 y en Inglaterra estudia Economía en el “School Keys” de Londres. Seguidamente se traslada a España, donde obtiene el título de médico cirujano en la Escuela Española de Medicina para Misioneros en 1957. En 1960 llega a Ciudad Bolívar y el arzobispo Bernal lo envía a El Palmar donde el 25 de enero de 1961 asume como cura párroco. Desde esa fecha llevó a cabo una gran labor de servicio a la comunidad y como profesor de la unidad educativa José E. Sánchez Afanador, donde fue jubilado.
Su gran obra fue fundar el Taller nuclearizado “San Miguel”, que es una alternativa para la educación de los jóvenes palmarenses y que nació producto de su esfuerzo y constancia. En este taller la finalidad es preparar a las nuevas generaciones para el trabajo en el área comercial, industrial y doméstica.
Su trabajo pastoral fue muy intenso; visitaba todos los caseríos, atendía a los enfermos y le suministraba las medicinas, y tendía las manos a los más necesitados. Muchos estudiantes fueron becados por él para continuar sus estudios.
Creó muchas agrupaciones religiosas entre ellas “Las Hijas de María” “El Apostolado de Oración” “La Legión de María” “El Movimiento de Apostolado Juvenil” y Los “Cursillos de Cristiandad”.
El 25 de enero de 1986, se declaró esta fecha como “Fiesta de todo el Municipio”, ya que ese día cumplía 25 años al frente de esta parroquia El Palmar.
El padre Pedro Chien fallece el 19 de julio de 1995 y cuando El Palmar fue elevado a municipio autónomo ese mismo año por decisión de la Asamblea Legislativa del Estado Bolívar, y con el entusiasta apoyo de sus gremios locales, la Alcaldía de Piar, la Asociación de Ganaderos, el fallecido productor agropecuario Francisco Murada y otros dirigentes sociales, el 29 de septiembre de 1995 se decidió bautizar al naciente territorio municipal como Padre Pedro Chien, en homenaje póstumo a este abnegado sacerdote católico.

## Política y gobierno

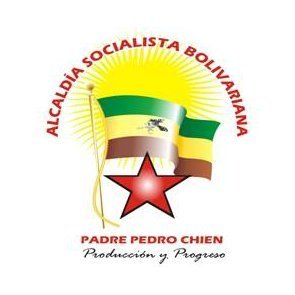
Logo de la Alcaldía 2013-2017.

### Alcaldes
| Período     | Alcalde electo    | Partido político / Alianza | % de votos | Notas |
| ----------- | ----------------- | -------------------------- | ---------- | --- |
| 2000 - 2004 | Franklin González | SI                         | 60,25      | Primer alcalde bajo elecciones directas (se realizaron elecciones generales adelantadas en el 2000 debido a la aprobación de la Constitución de 1999) |
| 2004 - 2008 | Franklin González | MVR                        | 76,29      | Reelecto |
| 2008 - 2010 | Aquilino Márquez  | PODEMOS                    | 48,38      | Segundo alcalde bajo elecciones directas. (No culminó su periodo, El Consejo Nacional Electoral convocó, para el 21 de febrero del año en curso, la repetición del acto de votación en 3 mesas electorales correspondientes a la elección del alcalde o alcaldesa del municipio Padre Pedro Chien, estado Bolívar, celebrada en noviembre de 2008.) (se postergan 1 año las elecciones municipales pautadas para finales del 2012) |
| 2010 - 2013 | Sol Rubinetti     | PSUV                       | 48,39      | Tercer alcalde bajo elecciones directas |
| 2013 - 2017 | Sol Rubinetti     | PSUV                       | 39,68      | Reelecta |
| 2017 - 2021 | Sol Rubinetti     | PSUV                       | 46,41      | Reelecta |
| 2021 - 2025 | Benny Ramos       | PSUV                       | 40,85      | Cuarto alcalde bajo elecciones directas |

### Consejo municipal
Periodo 2000 - 2005
| Concejales:   | Partido político / Alianza |
| ------------- | -------------------------- |
| Carlos Vargas | SI                         |
| Nasson Bravo  | SI                         |
| Danis Gomez   | SI                         |
| Sol Rubinetti | SI                         |
| Nancy Solis   | AD                         |

Periodo 2005 - 2013
| Concejales:   | Partido político / Alianza |
| ------------- | -------------------------- |
| Carlos Vargas | MVR                        |
| Nasson Bravo  | MVR                        |
| Danis Gomez   | MVR                        |
| Sol Rubinetti | MVR                        |
| Carlos Garcia | MVR                        |

2013 - 2018
| Concejales:       | Partido político / Alianza |
| ----------------- | -------------------------- |
| Ramon Acive       | PSUV                       |
| Franklin Palacios | PSUV                       |
| Adalgiza Rivas    | PSUV                       |
| Doris Pedroza     | PSUV                       |
| Alura Suarez      | PSUV                       |
| Carlos Vargas     | PSUV                       |
| Lizeth Rojas      | MUD                        |

2018 - 2021
| Concejales:       | Partido político / Alianza |
| ----------------- | -------------------------- |
| Franklin Palacios | PSUV                       |
| Doris Pedroza     | PSUV                       |
| Franklin González | PSUV                       |
| Yiralky Pedroza   | PSUV                       |
| Yixon Rodriguez   | PSUV                       |
| Carlos Vargas     | PSUV                       |
| Yasmel Molina     | PSUV                       |
| Ricardo Ramos     | PSUV                       |

2021 - 2025
| Concejales:   | Partido político / Alianza |
| ------------- | -------------------------- |
| Oscar Obreman | PSUV                       |
| Edixon Gómez  | PSUV                       |
| Yosmari Baena | PSUV                       |
| Nayelis Viña  | PSUV                       |
| Elvis Vargas  | PSUV                       |
| Nancy Solis   | MUD                        |
| Juan Figueroa | UPP89                      |